# Pierre Jodet
Pierre Jodet (Vendœuvres, Indre, 8 d'abril de 1921 - Le Blanc, Indre, 9 de gener de 2016) va ser un ciclista francès, professional entre 1944 i 1958. Combinà el ciclisme en ruta amb el ciclocròs, però va ser en aquesta segona especialitat en la qual aconseguí els principals èxits esportius. Destaquen una segona posició al Campionat del món de 1954 i dues terceres posicions, el 1950 i 1951. Des de la dècada de 1980 es disputa una cursa cicloturista a Vendœuvres en honor seu, la « Pierre-Jodet ».

## Palmarès en ciclocròs
- 1950
  -  Campió de França de ciclocròs
  -  Medalla de bronze al Campionat del món de ciclocròs
- 1951
  -  Medalla de bronze al Campionat del món de ciclocròs
- 1954
  -  Medalla de plata al Campionat del món de ciclocròs

## Palmarès en ruta
- 1943
  - 2n a la París-Évreux
  - 2n al Circuit des Aiglons
- 1946
  - 2n a l'Angers-Laval-Angers